# Championnat de Belgique masculin de handball 1960-1961
Navigation
1959-1960 1961-1962
La saison 1960-1961 du Championnat de Belgique masculin de handball est la 3e édition de la plus haute division belge de handball. Le championnat oppose les douze meilleurs clubs de Belgique en une série de quatorze rencontres.

## Participants
| Club                                            | Matricule | Classement 1959-1960 | Localisation      | Province          |
| ----------------------------------------------- | --------- | -------------------- | ----------------- | ----------------- |
| Olympic Club Flémallois                         | 6         | 1er                  | Flémalle-Haute    | Liège             |
| Union beynoise handball                         | 3         | 2e                   | Beyne-Heusay      | Liège             |
| Université de Liège                             | ?         | 3e                   | Liège             | Liège             |
| Malinois Handbal Club                           | 22        | 4e                   | Malines           | Liège             |
| Légion Mobile de la Gendarmerie de Bruxelles    | ?         | 5e                   | Schaerbeek        | Brabant           |
| Jupille Handball Club                           | ?         | 6e                   | Jupille-sur-Meuse | Liège             |
| Jeunesse Sportive Herstal                       | 38        | 7e                   | Herstal           | Liège             |
| Koninklijke Vereniging Sasja Handbal Club       | 41        | ? (Provincial)       | Anvers            | Anvers            |
| Koninklijke Athletische Vereniging Dendermonde  | 43        | ? (Provincial)       | Termonde          | Flandre-Orientale |
| Handbal Vereniging Uilenspiegel Wilrijk         | 14        | ? (Provincial)       | Wilrijk           | Anvers            |
| Association Royale Sportive Police de Bruxelles | 47        | ? (Provincial)       | Schaerbeek        | Brabant           |

## Compétition

### Organisation du championnat
La saison est disputée par 8 équipes jouant chacune l'une contre l'autre à deux reprises selon le principe des phases aller et retour. Une victoire rapporte 2 points, une égalité, 1 point et une défaite 0 point.
Ces huit équipes s'affrontent dans le but de pouvoir terminer première et donc d’inscrire un premier titre sur leur palmarès et de pouvoir accéder en Coupe des clubs champion, les deux dernières des huit équipes seront reléguées en Promotions de handball masculin en Belgique.

### Classement
Le classement est le suivant,,:
|      | Équipe                   | Pts | J  | G | N | P | Bp | Bc | Diff |
| ---- | ------------------------ | --- | -- | - | - | - | -- | -- | ---- |
| ' 1' | ROC Flémalle (T, C)      | 40  | 20 | 0 | 0 | 0 | 0  | 0  |      |
| 2    | Union beynoise           | 33  | 18 | 0 | 0 | 0 | 0  | 0  |      |
| 3    | Université de Liège      | 25  | 19 | 0 | 0 | 0 | 0  | 0  |      |
| 4    | Malinois HC              | 22  | 18 | 0 | 0 | 0 | 0  | 0  |      |
| 5    | KV Sasja HC              | 20  | 20 | 0 | 0 | 0 | 0  | 0  |      |
| 6    | KAV Dendermonde          | 18  | 19 | 0 | 0 | 0 | 0  | 0  |      |
| 7    | Jupille HBC              | 16  | 20 | 0 | 0 | 0 | 0  | 0  |      |
| 8    | Police de Bruxelles      | 16  | 21 | 0 | 0 | 0 | 0  | 0  |      |
| 9    | HV Uilenspiegel Wilrijk  | 14  | 18 | 0 | 0 | 0 | 0  | 0  |      |
| '10' | Wandre Avenir            | 12  | 21 | 0 | 0 | 0 | 0  | 0  |      |
| 11   | Gendarmerie de Bruxelles | 8   | 17 | 0 | 0 | 0 | 0  | 0  |      |
| 12   | JS Herstal               | 6   | 20 | 0 | 0 | 0 | 0  | 0  |      |

|                 | Qualification au premier tour de la Coupe des clubs champions |
|                 | Relégation en Promotions de handball masculin en Belgique     |
| (T)             | Tenant du titre 1960                                          |
| en augmentation | Promu 1960                                                    |
| (C)             | Vainqueur de la Coupe de Belgique 1960-1961                   |

## Champion
| Champion de Belgique 1958-1959 ROC Flémalle 3e titre |

## Bilan de la saison
| compétition             | club                                                                                         |
| ----------------------- | -------------------------------------------------------------------------------------------- |
| Championnat de Belgique | Champion : ROC Flémalle Dauphin : ? Troisième : ?                                            |
| Coupe de Belgique       | Vainqueur : ROC Flémalle Finaliste : ?                                                       |
| Promu en D1 Belge       | KV Sasja HC Hoboken, HV Uilenspiegel Wilrijk, Wandre, Police de Bruxelles et KAV Dendermonde |
| Relégué en D2 Belge     | Rijkswacht HC et Inter HC Herstal                                                            |

## Parcours en coupes d'Europe
Pas de coupe d'Europe en raison du Championnat du monde masculin de handball 1961.